# Hans Cipowicz
Hans Lorenz Cipowicz (* 25. September 1989 in Erfurt) ist ein deutscher Volleyballspieler.

## Karriere
Cipowicz begann seine sportliche Karriere im Handball, bevor er sich 2004 für Volleyball entschied. Nachdem er zunächst beim HSV Weimar angefangen hatte, wurde er in einem Sportgymnasium in Erfurt ausgebildet und spielte beim VC Gotha. In der Saison 2005/06 kam er von der Jugend in die Männermannschaft und schaffte den Aufstieg in die zweite Liga. Der Mittelblocker gab jedoch der Förderung beim VC Olympia Berlin den Vorzug und wurde in die Junioren-Nationalmannschaft berufen. Nach einem Jahr in der Bundesliga mit dem VCO wechselte Cipowicz 2009 zum TV Rottenburg. Im März 2012 wurde Cipowicz in den 29er Kader des Nationalteams berufen.
Nach Beendigung seines Studiums der Medizin in Tübingen ging Cipowicz zurück nach Thüringen und spielt seit 2018 beim Drittliga-Aufsteiger 1. VSV Jena 90.